# Pirprofen
Pirprofen là một loại thuốc kháng viêm non-steroid (NSAID) đã được Ciba-Geigy đưa ra thị trường vào năm 1982 để điều trị chứng viêm khớp và đau. Nhãn hiệu của nó đã bị hạn chế sau khi xảy ra các sự kiện tai tiếng, bao gồm một số trường hợp độc tính gây tử vong do nhiễm độc gan. Ciba-Geigy tự nguyện rút thuốc ra khỏi thị trường trên toàn thế giới vào năm 1990.